# Caecilia abitaguae
Caecilia abitaguae är en groddjursart som beskrevs av Dunn 1942. Caecilia abitaguae ingår i släktet Caecilia och familjen Caeciliidae. IUCN kategoriserar arten globalt som otillräckligt studerad. Inga underarter finns listade.